# A Fülöp-szigetek zászlaja

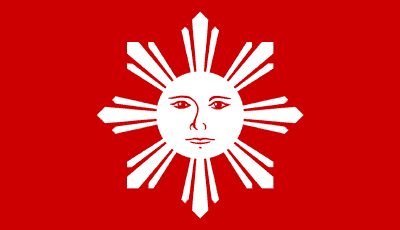
Fülöp-szigetek első hivatalos zászlaja

A Fülöp-szigetek zászlaja Fülöp-szigetek egyik nemzeti jelképe.

## Leírása
A nyolcsugarú arany napkorong a szabadságot szimbolizálja; a spanyolok ellen elsőként fellázadó nyolc tartomány emblémája. A csillagok a három főbb területi egységre utalnak (Luzon, Visayan-szigetek, Mindanao). A fehér háromszög a tisztaság és a béke, a kék a hazaszeretet, a vörös pedig a bátorság szimbóluma.
Ez az egyetlen zászló a világon, amely időnként megváltoztatja színei elrendezését: háború idején a vörös sáv kerül felülre, a kék pedig alulra.

## Története
1898. május 19-én vezették be. Színeit 1997. szeptember 16-án módosították.